# Béatrice de Souabe (1198-1212)
Pour les articles homonymes, voir Béatrice de Souabe.
Béatrice de Souabe, née en avril/juin 1198 à Worms et morte le 11 août 1212 à Nordhausen, est une princesse de la maison de Hohenstaufen, fille de Philippe de Souabe et d'Irène Ange. Elle fut pendant trois semaines impératrice du Saint-Empire et reine de Germanie par son mariage avec l'empereur Otton IV.

## Biographie
Béatrice est la fille aînée du duc Philippe de Souabe (1177-1208), frère cadet de l'empereur Henri VI, issue de son mariage avec Irène (1181-1208), une fille de l'empereur byzantin Isaac II Ange. Le règne des Hohenstaufen, s'étendant de Germanie sur l'Italie jusqu'au royaume de Sicile, s'était effondré à la mort d'Henri VI en 1197. Étant donné que le fils de Henri, Frédéric est encore mineur, il y a eu simultanément deux élections du roi des Romains en 1198 : Philippe est élu le 8 mars à Muhlouse-en-Thuringe, son rival Otton de Brunswick, fils du duc Henri le Lion, le 9 juin à Cologne.

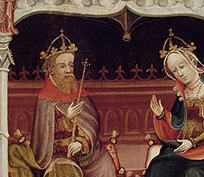
Otton IV et Béatrice (illustration du XVe siècle).

Dans la lutte pour le trône entre les Welf et les Hohenstaufen (guelfes et gibelins), chacun des deux partis fasse son possible pour parvenir à s'imposer, par des moyens diplomatiques ou militaires. Philippe a d'abord pris le dessus. En 1203, il a offert de fiancer sa fille Béatrice au neveu du pape Innocent III ; cette tentative de réconciliation avec la papauté a toutefois échoué. En 1208, au sommet de son pouvoir, Philippe offrait la main de sa fille à son antiroi Otton IV dans la résolution de dix ans de faide. Otton accepta la proposition.
L'avènement de Philippe a été brusquement interrompu : bien qu'il eût fiancé sa fille cadette Cunégonde, sœur de Béatrice, au comte palatin Othon VIII de Wittelsbach, il a arrange son mariage avec Venceslas, fils du roi Ottokar Ier de Bohême. Pour se venger de l'humiliation subie, le comte palatin assassinait Philippe de Souabe le 21 juin 1208 à Bamberg. Le meurtre a mis fin aux conflits monarchiques. La veuve de Philippe, Irène Ange, est morte après avoir donné naissance à leur septième enfant en août. Otton IV est alors souverain sans partage du Saint-Empire.
L'année suivante, Otton se fiance avec Béatrice, fille de onze ans. Par son grand-père Frédéric Barberousse et son arrière-grand-mère Judith de Bavière, elle était apparentée avec son futur mari, ce qui exige de demander une dispense papale. Le 24 mai 1209, le pape a donné son accord au mariage ; néanmoins, en échange, il a demandé à l'époux de financer la construction de deux églises. Otton fait don à l’abbaye cistercienne de Walkenried et de Riddagshausen près de Brunswick.
Ce n'est qu'en 1212 que Béatrice a l'âge nubile. Le mariage est important pour Otton afin de légitimer son règne, après que le neveu de Philippe de Souabe, Frédéric de Hohenstaufen, fils de l'empereur Henri VI, a été élu antiroi en septembre 1211 et était en route pour la Germanie. Les cérémonies nuptiales a eu lieu le 22 juillet 1212 à Nordhausen en Thuringe. Lorsque Frédéric arriva au nord des Alpes à Constance, sa cousine Béatrice était déjà décédée - 20 jours après son mariage.
La jeune femme fut enterrée dans l'église Saint-Blaise de Brunswick, près de la tombe de Henri le Lion et de son épouse Mathilde. Otton s'est remarié avec Marie de Brabant, fille du duc Henri Ier. Six ans après la mort de Béatrice, son mari fut inhumé à son côté.